# Santa Cruz (Ilocos Sur)
Santa Cruz ist eine Stadtgemeinde in der philippinischen Provinz Ilocos Sur und liegt am Südchinesischen Meer. Im Jahre 2015 zählte sie  39.868 Einwohner. Das Gelände ist im Landesinneren bergig und an der Küste sehr flach. Ein großer Teil der Bevölkerung lebt vom Reisanbau.
Santa Cruz ist in folgende 49 Baranggays aufgeteilt:
| - Amarao - Babayoan - Bacsayan - Banay - Bayugao Este - Bayugao Oeste - Besalan - Bugbuga - Calaoaan - Camanggaan - Candalican - Capariaan - Casilagan - Coscosnong - Daligan - Dili - Gabor Norte | - Gabor Sur - Lalong - Lantag - Las-ud - Mambog - Mantanas - Nagtengnga - Padaoil - Paratong - Pattiqui - Pidpid - Pilar - Pinipin - Poblacion Este - Poblacion Norte - Poblacion Weste | - Poblacion Sur - Quinfermin - Quinsoriano - Sagat - San Antonio - San Jose - San Pedro - Saoat - Sevilla - Sidaoen - Suyo - Tampugo - Turod - Villa Garcia - Villa Hermosa - Villa Laurencia |